# 大阪市立阿倍野図書館
大阪市立阿倍野図書館（おおさかしりつあべのとしょかん）は、大阪府大阪市阿倍野区にある大阪市立図書館の分館。

## 施設概要
- 開館：1975年（昭和50年）10月21日 （2002年（平成14年）1月17日移転・新装開館。それまでは阪南公設市場の2階にあった）
- 延床面積：1466.83平方メートル
- 閲覧室：786平方メートル

（図書館は3階、地下1階-地上2階は区民センター、4-12階は住宅）

## 所蔵
- 図書：103,074冊（成人用69,984冊、児童用33,090冊）
- 雑誌：115誌
- 新聞：16紙
- CD：1,931本
- DVD：257枚
- 紙芝居：579組

（2022年3月末現在）

## 貸出
- 1人15冊まで（うち、CD・DVD・カセットは5点まで）15日間[2]

## アクセス
- Osaka Metro谷町線・阪堺上町線 阿倍野駅 西へすぐ

## その他
- 第8教科書センター（採択地区:天王寺区・浪速区・阿倍野区）に指定されており、小・中学校・高等学校用教科書を所蔵